# Irmgard Praetz
Irmgard Praetz (gift Römer), född 9 augusti 1920 i Salzwedel, förbundsland Sachsen-Anhalt; död 7 november 2008 i Garching bei München, Bayern; var en tysk friidrottare med hoppgrenar som huvudgren. Praetz var en pionjär inom damidrott och blev guldmedaljör vid EM i friidrott 1938 (det första EM där damtävlingar var tillåtna även om herrtävlingen hölls separat).

## Biografi
Irmgard Praetz föddes 1920 i Salzwedel i norra Tyskland. Efter att hon börjat med friidrott tävlade hon i kortdistanslöpning och längdhopp. Hon gick med i idrottsföreningen "Germania Jahn Salzwedel" (idag "TV Turnverein Friedrich-Ludwig-Jahn"). Hon tävlade för klubben under hela sin aktiva tid.
1938 deltog hon i sitt första tyska mästerskap, då tog hon guldmedalj i längdhopp med 5,68 meter vid tävlingar 28–30 juli i Breslau. Vid tyska mästerskapen 1940 tog hon silvermedalj i längdhopp vid tävlingar 10–11 augusti i Berlin. Senare gifte hon sig.
Åren 1938–1939 var hon på topp 9 över världens längdhoppare.
1938 deltog hon även vid EM 17 september–18 september på Praterstadion i Wien. Under tävlingarna tog hon guldmedalj i längdhopp med 5,88 meter före Stanisława Walasiewicz och Gisela Voss. Hon blev därmed första officiella Europamästare i längdhopp.
1950 deltog hon sedan i östtyska mästerskapen 22–23 juli i Halberstadt där hon tog mästartiteln i femkamp.
Senare drog Praetz sig tillbaka från tävlingslivet. 1952 flyttade till Münster, senare till Riedlingen och därefter till Garching bei München i Oberbayern där hon dog 2008.